# أوو، النياندرتال الأخير
أَوُو، آخر نياندرتال (بالفرنسية: Ao, le dernier Néandertal) هو فيلم مغامرات في حقبة ما قبل التاريخ. أخرجَهُ المخرج الفرنسي جاك مالاطير سنة 2010. الفيلمُ فرنسي. ويحكي قصةَ آخرِ نياندرتالٍ عاشَ قبلَ حوالَي 30.000 سنة، وعلاقَتَهُ بما يُحيطُ به مِنْ كائِناتٍ حيةٍ وبيئَة، وكذلك بأكثرِ مخلوقٍ يُشبِهُهُ في الأرض: الإنْسانُ العاقِل.

## القصة
قبلَ 30.000 عام، كانت فصيلةُ النياندرتال في طريقها للانقراض. التغير المناخي وانخفاضُ الولادات والأمراض ووصول الإنسان العاقل إلى الأراضي الشاسعة التي سكنتها، كلها عواملُ ربما عجلت باختفائهم. لكن، هناكَ أسباب أخرى عديدة لا تزالُ مجهولة.

في هذا السياق، يعيش شابٌ اسمُهُ «أوو» وقبيلته من النياندرتال، جباهُهُم منتفخة ويعيشون على الصيد. يتَّخِذونَ الكُهوفَ سَكَناً، ويتصارعون من أجل البقاء في بيئةٍ قاسية وضد الوحوش الضارية.

خرجَ أوو ذات يوم مع أحد أفرادِ عشيرتهِ من الكهف لتعقب دبٍ يهدد حياتهم. استطاع أوو القضاءَ على الوحش لكنَّهُ قَتَلَ صديقَهُ. وعاد ليَزُفَّ البُشرى لبني عشيرتِهِ، ليجدَهم قُتِلُوا جَميعُهُم على يدِ أفرادٍ من الإنسان العاقل (الهومو سابيانس). بألمٍ قالَ لنفسِهِ: الإنسانُ شرير، إنَّهُ أفضَعُ من الوحش.
كانَت أول مرة يتعرف فيها على الإنسان العاقل قبل 25 سنة. عندما كان صغيراً يلعب مع أخيهِ «أُووَا» فوجدا جثة لإنسانٍ غريبِ الشكلِ واللباسِ عنهُما. أثارَ انتباههما الحلي التي كان يرتديها والآلة الموسيقية التي كانت معه.

لاحقا تأسِرُهُ مجموعة من البشر «الجُدُد» يصبغون وجوهَهُم وأجزاءَ من أجسادِهِم، ويلبسون لباساً غريباً، ويقيمون طقوس وأهازيج لم يعرفها ويدقون الطبول عند قتل أحدِهِم ويتلونَ تعاويذَ غيرَ مفهومة. ينجَح في الفرار منهم وتلحَقُهُ امرأة اسمُها «أكي» كانوا قد أسروها. أكي بشَرٌ مِنْ فَصيلتهِم وإن لم تَكُن من عشيرَتِهِم.

لَمْ تكُن أكي تريد التزاوج مَعَه، لكن لاحقاً يقعُ بينهما جِماعْ. عندَما وصلَ إلى المكان الذي ترعرَعَ فيهِ وجَدَ أخاهُ ميتاً. ليكونَ أوو آخر نياندرتالٍ حي على وجهِ الأرض. لكن أكي تحمِلُ في أحشائِها طفلاً منه. خَتَمَ المخرجُ الفيلمَ بالعبارةِ التاليةِ: «يبقى اختفاءُ النياندرتال لغزاً. نحن أناسي اليوم، الإنسان العاقل، آخر ممثِّلٍ معروفٍ لهَذِهِ الفصيلَة يعيشُ على الكوكب... إلى متى؟»

## روابط خارجية
- أوو، النياندرتال الأخير على موقع IMDb (الإنجليزية)
- أوو، النياندرتال الأخير على موقع روتن توميتوز (الإنجليزية)
- أوو، النياندرتال الأخير على موقع ألو سيني (الفرنسية)
- أوو، النياندرتال الأخير على موقع Turner Classic Movies (الإنجليزية)
- أوو، النياندرتال الأخير على موقع أول موفي (الإنجليزية)
- أوو، النياندرتال الأخير على موقع فيلمافينيتي (الإسبانية)
- أوو، النياندرتال الأخير على موقع قاعدة بيانات الفيلم (الإنجليزية)
- أوو، النياندرتال الأخير على موقع ليتربوكسد (الإنجليزية)
- أوو، النياندرتال الأخير على موقع كينوبويسك (الروسية)